# 西オーストラリア海流
西オーストラリア海流（にしオーストラリアかいりゅう、英: West Australian Current）は、西風皮流の一部がオーストラリア西岸を北上する寒流性の海流をいう。南太平洋のペルー海流、南大西洋のベンゲラ海流に対応するものであるが、両者ほど顕著ではない。夏季には東オーストラリア海流の一部がオーストラリア南岸を西流して合流するので冬季より優勢である。